# Leli Fèlix
Leli Fèlix (en llatí Laelius Felix) va ser un jurista romà, conegut principalment només com a Leli, que va florir en temps d'Hadrià. Probablement formava part de la gens Lèlia, una gens romana d'origen plebeu.
Un fragment de Juli Paule conservat al Digest, diu que un Leli, que podria ser Leli Fèlix, fa referència en una obra seva que va veure una dona egípcia de nom Seràpia portada al palau d'Hadrià que havia tingut cinc fills, quatre el mateix dia i un cinquè quaranta dies després. El jurista Gaius explica la mateixa historia sense l'interval dels quaranta dies, el que la fa més raonable.
Com a jurista va escriure sobre Quint Muci Escevola (Librum ad Q. Mucium).